# Wartstrasse
Die Wartstrasse ist eine etwa 2350 m lange Strasse in Winterthur im Schweizer Kanton Zürich, die vom Hauptbahnhof nach Wülflingen führt. Die Strasse ist auf einer kurzen Teilstrecke nur als Weg ausgeführt und gegen Wülflingen für den Durchgangsverkehr gesperrt.

## Etymologie
Die Benennung der Strasse 1861 fällt in die Zeit nach den 600-Jahr-Feierlichkeiten des Stadtrechts von Winterthur, zu der auch viel an Habsburger um diese Zeit gedacht wurde. Unter diesem Einfluss wurden auch mehrere Strassen in den zu der Zeit boomenden Quartieren Neuwiesen und Tössfeld benannt. Auch wurde an einige alte Winterthurer Geschlechter mit Strassennamen gedacht, darunter das im 12. bis 14. Jahrhundert starke Geschlecht von Wart, wonach die Strasse hier benannt ist. Mit Rudolf von Wart hat ein Vertreter des Geschlechts als Mitverschwörer beim Königsmord von Königsfelden ebenfalls eine Strasse nach sich benannt.
Die Strasse selbst ist vom Bahnhof in Richtung des Schlösschens Wart ausgerichtet, auch wenn sie das in Neftenbach liegende Schloss nie erreicht – auch bestand das 1889 bis 1894 errichtete Schloss zur Zeit der Planung und Benennung des ersten Strassenabschnitts noch gar nicht.

## Verlauf
Die Wartstrasse beginnt beim Hauptbahnhof. Bis zur Neuwiesenstrasse ist die Strasse beidseits durch eine geschlossene Zeilenüberbauung geprägt, danach lichtet sich diese Überbauung und richtet sich mehr nach dem Gedanken der in Winterthur stark präsenten Gartenstadt. Nach der Neuwiesenstrasse führt sie an der katholischen Kirche St. Peter und Paul sowie am Schulhaus Neuwiesen vorbei. Zwischen Schützenstrasse und Bleichestrasse ist die Wartstrasse einen Strassenzug lang nur als Gehweg ausgeprägt, um danach weiter als Quartierstrasse bis zur Flüelistrasse zu führen, unter anderem an den Eulachhallen vorbei. Dort wechselt der Autoverkehr über die Oberfeldstrasse auf die andere Seite der Eulach, während die Wartstrasse als Velo- und Fussweg weiter am Nordufer der Eulach sowie Pünten entlang und dann beim ehemaligen Gemeindehaus beim Lindenplatz in die Wülflingerstrasse mündet.

## Geschichte
Um 1860 plante die Stadt auf dem Gebiet von Neuwiesen das rasterförmige Strassennetz, dazu gehörte auch die Wartstrasse. In späteren Etappen wurde die Strasse dann Stück für Stück bis nach Wülflingen verlängert. Nach Anlage der Strasse entstanden im Auftrag von Friedrich Imhoof an der Wartstrasse 1–32 die vom Architekten Georg Schulthess-Stolz gestalteten Mietshäuser, die das Bild der Strasse in Bahnhofsnähe prägen. Mit katholischen Geschäften wie Bäckerei, Metzgerei und der Konsumgesellschaft Konkordia sowie dem ab 1892 als katholisches Vereinsheim benutzten Neuwiesenhof und durch seine unmittelbare Nähe zur katholischen Kirche wurde die Strasse zu einem Zentrum des katholischen Lebens in der Stadt.
1927 wurde durch die Stadt die Erweiterung der Stadt in Richtung Wülflingen geplant. In den damaligen Plänen Albert Bodmers sollten nach der katholischen Kirche und nur noch rechtsseitig der Wartstrasse Wohnhochhäuser gebaut werden, während links der Strasse Infrastrukturbauten wie ein Fest- und Ausstellungsplatz, ein Schwimmbad sowie ein Sportplatz zu liegen kommen sollten. Diese Pläne wurden jedoch nie komplett umgesetzt: Während der Sportplatz Schützenwiese, wenn auch nicht direkt an die Strasse angrenzend, sowie der Sportplatz Rennweg und die Eulachhallen linksseitig der Wartstrasse bestehen, wurde das Schwimmbad nie realisiert.
Am 22. Februar 1942 stimmte die Winterthurer Stimmbevölkerung mit 7944 Ja- gegen 2548 Nein-Stimmen einem Kredit über knapp 1 Mio. Franken für den Ausbau der Wartstrasse von der Schützenstrasse bis zum ehemaligen Gemeindehaus Wülflingen, wo sie heute noch endet, zu.
1978 wurde vom Stadtrat die Sanierung eines Teils der Wartstrasse angegangen inklusive der Verkehrsführung in die Bleiche- und Schützenstrasse. Für den aufgrund der engen Bebauungsverhältnisse als Gehweg ausgeführten Teil zwischen Schützen- und Bleichestrasse legte der Winterthurer Stadtrat dem Gemeinderat im Januar 1983 die Vorlage für den Bau des heute vorhandenen Spielplatzes vor. Mit der Einführung der neuen Bau- und Zonenordnung wurde 1986 die Strasse bis auf Höhe Tellstrasse Teil der Kernzone Wartstrasse, die ausserdem die Strasse um die katholische Kirche erfasst. Mit der Schaffung der Kernzone wurde die einheitliche und dichte Bebauung in diesem Teil unter Schutz gestellt.
In den 1990er-Jahren wurde ein Teil der Wartstrasse zur Tempo-30-Zone erklärt. In den 2000er-Jahren trug der Teil der Wartstrasse zwischen Kirche und Bahnhof durch verschiedenste Betreuungsangebote auch den Spitznamen «Therapiemeile».

## Zukunftspläne
In Zukunft soll die Wartstrasse Teil der Veloschnellroute 5 werden, wobei sie beim Hauptbahnhof gleich bei der Rampe zur Velounterführung am Bahnhof anschliesst. Ansonsten soll die ganze Wartstrasse, abgesehen vom Abschnitt, wo der Rennweg benutzt wird, als Veloschnellroute ausgebaut werden.